# Campeonato Mundial de Ciclismo de Montaña de 2017
El XXVIII Campeonato Mundial de Ciclismo de Montaña se celebró en dos sedes: las competiciones de campo a través para cuatro en la localidad de Val di Sole (Italia) entre el 24 y el 25 de agosto y el resto de pruebas en la ciudad de Cairns (Australia) entre el 5 y el 10 de septiembre de 2017, bajo la organización de la Unión Ciclista Internacional (UCI), la Unión Ciclista Italiana y la Unión Ciclista de Australia.  Es la primera vez que no fueron disputadas las pruebas de trials, ya que la UCI las incluyó a partir de este año en el recién establecido Campeonato Mundial de Ciclismo Urbano.
En Cairns, las competiciones se realizaron en el Parque Regional Smithfield, ubicado al norte de la ciudad australiana.
Se compitió en 3 disciplinas, las que otorgaron un total de 7 títulos de campeón mundial:
- Descenso (DH) – masculino y femenino
- Campo a través (XC) – masculino, femenino y mixto por relevos
- Campo a través para cuatro (XC4) – masculino y femenino

## Medallistas

### Masculino
| Evento                        | Oro                             | Plata                                        | Bronce                             |
| ----------------------------- | ------------------------------- | -------------------------------------------- | ---------------------------------- |
| Descenso (10.09)              | Loïc Bruni Francia 3:26,656     | Michael Hannah Australia 3:26,995            | Aaron Gwin Estados Unidos 3:28,623 |
| Campo a través (09.09)        | Nino Schurter · Suiza · 1:27:44 | Jaroslav Kulhavý · República Checa · 1:27:51 | Thomas Litscher · Suiza · 1:27:59  |
| Campo a través para 4 (25.08) | Felix Beckeman · Suecia ·       | Quentin Derbier Francia                      | Giovanni Pozzoni · Italia ·        |

1. ↑  Prueba realizada en Val di Sole.

### Femenino
| Evento                        | Oro                                | Plata                                 | Bronce                                 |
| ----------------------------- | ---------------------------------- | ------------------------------------- | -------------------------------------- |
| Descenso (10.09)              | Miranda Miller · Canadá · 4:10,245 | Myriam Nicole Francia 4:10,342        | Tracey Hannah Australia 4:12,230       |
| Campo a través (09.09)        | Jolanda Neff · Suiza · 1:27:17     | Annie Last Reino Unido 1:29:40        | Pauline Ferrand-Prévot Francia 1:30:21 |
| Campo a través para 4 (25.08) | Caroline Buchanan Australia        | Romana Labounková · República Checa · | Helene Frühwirth · Austria ·           |

1. ↑  Prueba realizada en Val di Sole.

### Mixto
| Evento                             | Oro                                                                                      | Plata | Bronce                                                                                              |
| ---------------------------------- | ---------------------------------------------------------------------------------------- | --- | --------------------------------------------------------------------------------------------------- |
| Campo a través por relevos (06.09) | Filippo Colombo · Joel Roth · Sina Frei · Jolanda Neff · Nino Schurter · Suiza · 1:05:08 | Sebastian Fini Carstensen Alexander Andersen Annika Langvad Malene Degn Simon Andreassen Dinamarca 1:05:32 | Jordan Sarrou Mathis Azzaro Pauline Ferrand-Prévot Léna Gerault Neilo Perrin-Ganier Francia 1:05:32 |

## Medallero
| Núm. | País            | Oro | Plata | Bronce | Total |
| ---- | --------------- | --- | ----- | ------ | ----- |
| 1    | Suiza           | 3   | 0     | 1      | 4     |
| 2    | Francia         | 1   | 2     | 2      | 5     |
| 3    | Australia       | 1   | 1     | 1      | 3     |
| 4    | Suecia          | 1   | 0     | 0      | 1     |
| 4    | Canadá          | 1   | 0     | 0      | 1     |
| 6    | República Checa | 0   | 2     | 0      | 2     |
| 7    | Dinamarca       | 0   | 1     | 0      | 1     |
| 7    | Reino Unido     | 0   | 1     | 0      | 1     |
| 9    | Austria         | 0   | 0     | 1      | 1     |
| 9    | Estados Unidos  | 0   | 0     | 1      | 1     |
| 9    | Italia          | 0   | 0     | 1      | 1     |
|      | TOTAL           | 7   | 7     | 7      | 21    |